# Apantesis cuneata
Apantesis cuneata là một loài bướm đêm thuộc phân họ Arctiinae, họ Erebidae.